# Jaroslava Sedláčková
Pour les articles homonymes, voir Sedláčková.
Jaroslava Sedláčková, née le 21 juin 1946 à Lenešice, est une gymnaste artistique tchécoslovaque. 

## Palmarès

### Jeux olympiques
- Tokyo 1964
  -  médaille d'argent au concours par équipes

### Championnats du monde
- Dortmund 1966
  -  médaille d'or au concours par équipes